# ألما جوسلين ويفين باركسديل
ألما جوسلين ويفين باركسديل (25 أكتوبر 1916-5 يوليو 1981) كانت عالمة فطريات أمريكية اكتشفت مادة الهكساميد الحلقي. ولدت في هامونتون، نيو جيرسي. وحَصَلّت على درجة البكالوريوس من كلية ماريفيل (1937). بينما حصلت على الماجستير (في علم النبات، 1939) والدكتوراه (في علم النبات والفطريات، 1941) من جامعة شمال كارولينا. في 1941-42. كانت زميلة في جامعة كارنيغي وفي 1951، كانت زميلة في غوغنهايم. عملت باركسديل في قسم أبحاث المضادات الحيوية في شركة أبجون في كالامازو بولاية ميشيغان (1943-1952) وفي حديقة نيويورك النباتية. أصبحت باركسديل شخصية رائدة في دراسة الأشليا وهو جنس من الفطريات المائية ذات نظام تناسلي فريد، أثناء عملها في حديقة نيويورك النباتية. كلاً من جمعية الفطريات الأمريكية ونشرة أشليا الإخبارية وهي نشرة بحثية مستمرة حول الأشليا، نشرتا أعمالاً استعادية عن حياتها وعملها بعد وفاتها في 1981.

## سيرتها البحثية

### خلال التخرج وما بعد الدكتوراه (1939-1943)
أجرت الدكتورة باركسديل خلال وجودها في جامعة شمال كارولينا (في تشابل هيل) ولاحقاً في جامعة هارفارد، أبحاثاً للدراسات العليا وما بعد الدكتوراه حول طوائف الفطريات المائية الطلائعية البيضية والأصيصياواتية. ساهَمّت في تطوير طُرُق لعزل وزراعة الفطريات المائية ومَنح الوصف الدقيق لاحتياجاتها الغذائية ودورة الحياة الجنسية غير المعروفة سابقًا في رتبة الطفيليات المائية الأرومية. حصلت على زمالة كارنغي (في شمال كارولينا) وزمالة المجلس القومي للبحوث (في هارفارد) عن أبحاثها، نَتَجّ عن عملها خلال ذلك الوقت العديد من المنشورات الأكاديمية.

### قسم أبحاث المضادات الحيوية في شركة أبجون، كالامازو، ميشيغان (1943-1952)
في 1943، عَيّنَت شركة أبجون د. باركسديل في كالامازو ميتشيغن، كعالمة فطريات متخصصة. وأثناء وجودها هناك، اكتشفّت المادة الكيميائية للهكساميد الحلقي (الاسم التجاري أكتيديون) وهو عامل مضاد للفطريات ومضاد للبكتيريا تنتجه بكتيريا المُتَسَلْسِلَةُ الرَّمَادِيَّة. أٌستُخدمّت هذه المادة الكيميائية أولاً كمبيد للفطريات للنباتات المتأثرة بمسببات الأمراض الفطرية، لكنها تُستخدم حالياً في المقام الأول للأغراض التجريبية. في 1951، قبل عام من تركها شركة أبجون، حصلت باركسديل على زمالة مؤسسة جون سيمون غوغنهايم في جامعة ستانفورد. في 1952، تزوجت من عالم الأحياء الدقيقة لين باركسديل وتركت شركة أبجون، بعد ذلك قضت هي وزوجها الجديد عاماً في إجراء مشاريع بحثية في باريس.

### حديقة نيويورك النباتية (1955-1974)
في 1955، أصبحت باركسديل باحثة مساعدة في حديقة نيويورك النباتية وعادت لدراسة الفطريات المائية. ومن 1955 إلى 1961، وَسَعَت نطاق البحث الحالي حول أنواع الأشليا ثنائية الجنس، مع التركيز على الهرمونات التناسلية الجنسية الفريدة للفطر. كان د. جون ريبر، زميلها في علم الفطريات، قد خلُصّ سابقاً إلى أن تطور الأعضاء التناسلية في الأشليا ثنائية الجنس كان يحدث عبر تبادل الهرمونات بين سلالات الفطريات الذكرية والأنثوية. على مدار 10 سنوات من البحث، اكتشف د. باركسديل هرمون الجنس الأنثريدي وَعَزَلتهُ: وهو ستيرويد تطلقه السلالات الأنثوية من الأشليا ثنائية الجنس والذي يُحفز نمو المِعْفَر عند تقديمه إلى سلالات الفطر الذكرية. يُحفز الأنثريد أيضاً إفراز هرمون ثان، عند تقديمه إلى السلالات الذكورية، مما يُعزز نمو عضو التأنيث البَيضَي في السلالات الأنثوية. أثارت اكتشافاتها موجة اهتمام جديدة بجنس الأشليا كموضوع بحث على مدى العقود التالية وقد اُعتُبِرَت إلى جانب الدكتور ريبر معاً من الشخصيات المؤسسة الأولية لأبحاث الأشليا، وفقاً لأعمالها الاستعادية المنشورة في عدد 1981 من نشرة أشليا الإخبارية.
في 1960، أمضّت ألما ولين عاماً في إجراء بحوثاً في اليابان، بجامعتي كيوتو وأوساكا.
وفي 1961، ترقت باركسديل إلى باحث أول مُساعد في حديقة نيويورك النباتية ومن عام 1972-1974 شَغَلَت منصب كبير علماء النبات في الحديقة وبعد ذلك تقاعدت نظراًِ لتدهور صحتها.